# Winterslow
Winterslow est une paroisse civile du Wiltshire, en Angleterre.